# Аугусто Бонети
Аугусто Бонети (на италиански: Augusto Bonetti; на френски: Auguste Bonetti) е италиански католически свещеник, лазарист, епископ.

## Биография
Бонети е роден в Муриалдо, Лигурия, в 1831 година. В 1859 година е ръкоположен за лазаристки свещеник. Оглавява Солунската мисия на лазаристите, чиято задача е да разпространява унията в Южна Македония. В 1883 година под ръководството на отец Бонети започва строежа на сграда, предназначена за българска гимназия. В завършеното в 1885 г. здание, в учебната 1886 година е открита Солунската българска католическа семинария.
На 5 май 1885 година отец Бонети е избран, а на 12 юли 1885 година ръкоположен за титулярен епископ на Кардица (Cardicensis).
На 6 май 1887 година отец Бонети е ръкоположен за титулярен архиепископ на Палмира (Palmyrenus) и става апостолически делегат в Османската империя.
В 1897 година, след основаването на Световната ционистка организация и Първия ционистки конгрес, Бонети е извикан в Рим от папата, който се стреми да спре ционизма чрез властите в Цариград, за да го консултира за „мерките, които трябва да бъдат взети срещу ционисткото движение“.
Умира на 19 август 1904 година.